# Ритуальное убийство
Ритуальное убийство — разновидность убийства; лишение жертвы жизни, имеющее своей целью исполнение определённого мафиозного или религиозного ритуала (обряда).

## Европейские ритуалы
В истории разных обществ и цивилизаций ритуальные убийства осуществлялись в процессе жертвоприношения по религиозным, культурным и этническим мотивам. В древних цивилизациях ритуальное причинение смерти было узаконено (санкционировано обществом) и рассматривалось как разновидность смертной казни. Иногда приговорённых преступников объявляли жертвами и причисляли казнь к религиозным ритуалам. Скажем, приговор к смертной казни через распятие на кресте стал символом жертвы в христианстве.
В истории Европы прекращение массовой практики человеческих жертвоприношений принято связывать с распространением христианства. Убийства по ритуальным мотивам рассматривались как исключительные и, в отличие от древних жертвоприношений, не санкционировались обществом в целом. Наоборот, они были криминализованы, и совершившие их подлежали уголовному преследованию.
Французский писатель Жан Поль Бурре описывает, например, одну из сект люциферинов, называющуюся «Цыгане-паяцы». Приверженцы этой секты осуществляют свои главные ритуалы, которые они называют полным посвящением, ночью в окрестностях крупных европейских городов. Члены секты при свете факелов накрывают ритуальный стол, на котором раскладывают предметы своей особой литургии: нож о шести лезвиях для жертвоприношения и небольшой алтарь, украшенный изображением зелёных драконов. Следующий этап — похищение человека, предпочтительно ребёнка, в ближайшем городе и проведение самого ритуала. "Когда «Цыгане-паяцы» возвращаются с охоты на людей, они являют собой необычную процессию, которая поёт монотонные песни. Затем жертву привязывают к столу, окрашенному в красный цвет, и жрец подвергает её чудовищным истязаниям, вырезая магические знаки (наиболее распространенный из них — свастика) на живом теле. В завершение этого сектанты, прежде чем перейти к литургическому банкету, поют каннибальские гимны, а затем съедают сердце и другие органы жертвы.
Поклонение дьяволу с принесением жертв имеет давнюю историю. В Средние века в Европе не раз проходили процессы, на которых фигурировали убиенные во время  «чёрных месс» младенцы. Например, суд над Жилем де Ре, якобы использовавшим некрещёного младенца для получения от дьявола алхимического золота, и над католическим священником Урбеном Грандье, который был обвинен в убийстве младенца на шабаше в Орлеане в 1631 году. Но если обвинения в адрес де Ре и Грандье вызывают большой скепсис историков, то в случае с женой парижского ювелира Маргаритой Монвуазен (главной обвиняемой в «деле о ядах»), урожденной Дезейе, улики кажутся бесспорными. Ведь в саду её дома в Сен-Жермене следственными чиновниками были найдены останки двух с половиной тысяч зарезанных детей и неразвившихся эмбрионов.
Джеймс Фрэзер в «Золотой ветви» писал, что чёрные мессы, магия и жертвоприношения были распространены в необразованной среде французского крестьянства ещё и в XIX веке

## Азия
Хотя буддизм по своей природе весьма миролюбив, отмечены случаи человеческих жертвоприношений людьми, заявлявшими себя буддистами. В России наиболее известен случай с Джа-ламой (Дамби-Джанцаном), возглавлявшим борьбу монголов против китайского владычества в начале XX века. Он называл убийства врагов великим жертвоприношением буддийским богам. Русский монголовед А. В. Бурдуков, лично знавший Джа-ламу, пишет об одном из эпизодов его военной деятельности, относящемся к 1912 году: «Указывая на блестящее парчовое полотнище, красиво переливающееся на солнце, приближённые Дамбижанцана рассказывали о только что прошедшем празднике освящения знамени, о том, как в жертву знамени был принесён пленный китаец, которому, однако, неопытный палач не сумел отрубить головы, так что пришлось обратиться к более опытному».
Джа-лама видоизменил шаманский, добуддийский ритуал знамени-сульдэ: использовав вместо овечьей или лошадиной крови человеческую. Сульдэ - это харизма хана, судьба непобедимого полководца и благотворная сила, воплощённая в войсковом знамени. В шаманских представлениях, Небо правит благодаря сульдэ, воплощённом в девяти богах-тэнгриях: считая себя небесным повелителем, Чингисхан назначил девять воевод и ввёл культ знамени из девяти бунчуков. Был разработан ритуал призывания Сульдэ-тэнгрия, обеспечивающего потомка Чингисхана непобедимостью. У каждого хана, как считалось, был собственный гений-хранитель, сульдэ. "Таким образом, культ сульдэ представляет собой один из элементов культа Чингисхана. Он идентифицируется со знаменем, гений которого стал божеством-защитником войска и народа в целом. Сульдэ-знамя и сульдэ-гений войска синонимы. Пока сульдэ-знамя цело, народ процветает. Если же с ним что-нибудь случится, войску и народу грозят несчастья. Именно поэтому обряды освящения знамени и его бунчуков (спутников-помощников гения-хранителя самого знамени) и жертвоприношения им в связи с военными походами носили устрашающий, кровавый характер, включавший даже человеческие жертвы".
В то же время тибетолог и буддолог А. А. Терентьев считает, что «важно понимать, что Джа-лама — такой же лама, как И. Сталин — православный священник: оба они учились когда-то в духовных учебных заведениях, и не более того». Также он отмечает, что «зверства свои каждый из них оправдывал той идеологией, какой было удобнее — в одном случае это был примитивно понятый марксизм, в другом — шаманизм и буддизм». Так же в одном из интервью он отмечает, что ритуальные убийства полностью противоречат буддизму и являются одним из грубейших нарушений его принципов.
Хотя в современном индуизме обряд Пурушамедха как таковой не совершается, отголоски этой религиозной практики существуют до сих пор, несмотря на то, что с ними серьёзно борются власти. Так, например, в 2001 году в Западной Бенгалии полицией были найдены фрагменты 86 человеческих черепов. По мнению местных религиозных авторитетов, находка связана с тайными человеческими жертвоприношениями, хотя крайне сложно определить, кому из богов индуистского пантеона были принесены жертвы. В 2010 году там же, в Западной Бенгалии, полиция арестовала нескольких человек по подозрению в совершении человеческого жертвоприношения. В современной Индии человеческое жертвоприношение (c преступной практикой которого борются власти, а местные жители осуждают) называется «нара-бали»: narabali.

## Российская империя
Всего лишь 100—200 лет назад суеверия приводили к человеческим жертвам и в Российской империи. Впрочем, как справедливо отмечает В. Н. Чалидзе, ритуальные убийства в России «…не составляли регулярно совершаемого обряда. Лишь серьёзная социальная трагедия, такая, как жестокая эпидемия или многолетняя засуха, воскрешала в памяти народной этот древний способ отвращения кары небесной».
Историк XIX века В. Антонович рассказывает о случае в селе Гуменец на Подолии, когда в 1738 году здесь распространилась моровая язва. «В одну из ночей жители устроили крестный ход, чтобы отвратить болезнь от села. Шли они с крестом и молитвами по окрестным полям и наткнулись во время шествия на жителя соседнего села Михаила Матковского, который искал своих пропавших лошадей. Суеверным участникам крестного хода неизвестный, бродящий ночью по полям с уздечкой в руках, показался олицетворением моровой язвы. Поначалу ограничились избиением, и Матковский, полуживой, еле дополз до своего дома. Но на другой день жители Гуменца заявились в соседнюю деревню, вытащили Матковского на улицу и вторично жестоко избили. Затем явился священник и, исповедовав Матковского, заявил: „Моё дело заботиться о душе, а о теле — ваше. Жгите скорей“. Устроили костёр и несчастного сожгли».
В. Н. Чалидзе в книге «Уголовная Россия» приводит похожие примеры из XIX века. «В 1855 году в Новогрудском уезде во время жестокой холерной эпидемии крестьяне по совету фельдшера Козакевича заманили старуху Луцию Манькову на кладбище, втолкнули её живой в приуготовленную могилу и засыпали землёй…» Есть сведения о попытках подобных жертвоприношений в том же уезде во время эпидемий в 1831 и 1871 годах.
Исследователь русского обычного права Якушкин упоминает случай, когда в Туруханском крае один крестьянин для спасения себя и своего семейства от повальной болезни, свирепствовавшей в 1861 году, принёс в жертву свою родственницу-девочку, закопав её живою в землю. Подобные жертвоприношения происходили иногда и во время совершения так называемого обряда опахивания. Он проводился крестьянками с тем, чтобы прекратить повальную болезнь скота, и зачастую сопровождался жертвоприношением животного. При этом, если процессия крестьянок во время обряда встречала мужчину, то его считали «смертью», против которой совершался обряд, и поэтому его били без жалости чем попало: «Всякий, завидя шествие, старался или бежать, или спрятаться из опасения быть убитым».
Ещё в начале XX века в России случались убийства «колдунов», поскольку крестьяне искренне верили, что «колдуны» обладают способностью «портить» скотину. Как ни удивительно, в судебной практике были случаи оправдания убийц — особенно, когда адвокат умело выставлял на первый план защиты «темноту и отсталость русской деревни». Даже когда крестьяне сами признавались в убийстве «колдуна», вердикт суда присяжных освобождал их от уголовной ответственности.
В истории русского раскола известны небольшие секты тюкальщиков (душильщиков, сократильщиков), которые убивали близких к смерти членов общины.

## Современные культы
В 1989 году в Зимбабве были обнаружены тела двух искалеченных девушек. Их гениталии, языки и части внутренностей были вынуты для продажи в качестве амулетов, приносящих счастье.
В Непале существует культ богини Кали, которая, по преданию, сотни лет назад в одну чёрную безлунную ночь сразила 108 демонов и, опьянённая кровью, танцевала на их трупах дикий танец тандаву. Именно она, это кровожадное божество, «сотворило мир, защищает его и вечно поедает». Среди ритуалов, исполняемых людьми из низшей касты тачо, поклоняющимися богине Кали, — ежегодное жертвоприношение 108 буйволов, которым отрубают головы, а затем пьют кровь прямо из горла убитых животных. Местные жители говорят, что тачо раз в 12 лет приносят в жертву своей богине ребёнка. 2 сентября 2007 года сотрудники непальской авиакомпании в здании аэропорта принесли в жертву индуистскому богу неба двух козлов с целью помочь взлететь самолету Boeing-757.
Нигерийский писатель и поэт Чинуа Ачебе в своём нашумевшем романе Things Fall Apart (1958) описывает ритуальное убийство в группе из девяти деревень (Умуофия) в нижней части реки Нигер, к которому призвал местный оракул с целью умиротворить богиню плодородия Алу (Ani), которой поклонялись приверженцы религии Игбо. Главный герой произведения, Оконкво, должен убить своего приёмного сына, к которому сильно привязался за три года.

## Дело чести
Некоторые культуры оправдывают убийство угрозой чести или нанесением оскорбления личности, семье или группе людей. В таких случаях приговорённый в чём-то провинился перед группой, возможно, не оправдал доверия, ожиданий. Если в группе меньшинств рассматривается вопрос о наказании отступника, некоторые члены группы могут требовать смертной казни, причём выполненной с совершением неких обрядов, что может привести эту группу к конфликту с основным обществом, не поддерживающим ритуальные убийства.

## Ложные наветы
Нередко ложные обвинения в ритуальных убийствах среди прочего выдвигались против этнических и религиозных меньшинств, например, ранних христиан. С середины XII века в Европе получил распространение миф, согласно которому евреи похищали христианских детей, убивали их и добавляли их кровь в мацу для еврейской пасхи.

### Сатанисты
Сатанинская паника — массовая истерия, вызванная ложным утверждением, что некая организованная сеть сатанистов в пределах США и по всему миру занимается «промыванием мозгов», истязанием и ритуальными убийствами своих жертв, число которых измеряется десятками тысяч. Эти утверждения ставятся под сомнения полицией, прокуратурой, криминалистами и специалистами по религиозным делам, считающими опасность ложной или, по меньшей мере, сильно преувеличенной.

### Мултанское дело
Один из скандальных процессов в дореволюционной России о якобы совершённых человеческих жертвоприношениях — дело группы крестьян-удмуртов (в те времена их называли «вотяками»), проживавших в селе Старый Мултан. Мултанских вотяков обвинили в убийстве 4 мая 1892 года нищего Матюнина, которого, согласно официальному обвинению, напоили, подвесили пьяного и добыли из него внутренности и кровь для общей жертвы в другом месте и, может быть, «для принятия этой крови внутрь». Обезглавленный труп Матюнина был найден 6 мая на пешеходной тропе через топкое болото в трех верстах от Старого Мултана. При вскрытии тела оказалось, что из грудной полости кем-то были вынуты сердце и легкие, для чего у шеи и спины были разрублены основания ребер. В деле мултанских вотяков было множество странных обстоятельств и спорных вопросов. Общественность России, и прежде всего известный публицист и литератор В. Г. Короленко, восприняли это дело как полицейскую фальсификацию, чудовищную провокацию. Трижды дело вотяков рассматривалось в разных судебных инстанциях. Первые два разбирательства закончились обвинительными приговорами, и только на третий раз суд оправдал обвиняемых.

## Патология ритуальных убийств
Институт человеческих жертвоприношений проходит через всю историю цивилизации. Возможно, помимо религиозно-этнических и социальных мотивов, здесь большую роль играет «влечение к смерти» (термин Зигмунда Фрейда).